# Subniso
Genre
Subniso est un genre de mollusques gastéropodes au sein de la famille Eulimidae. Les espèces rangées dans ce genre sont marines et parasitent des échinodermes ; l'espèce-type est Subniso rangi.

## Étymologie
Le nom du genre fait référence à Niso ; le préfixe Sub s'explique par la taille inférieure des espèces par rapport à celles de Niso.

## Distribution
Ces espèces sont présentes dans l'océan Pacifique.

## Description
La coquille est de couleur brune, elle mesure jusqu'à 4 mm.

## Liste d'espèces
Selon World Register of Marine Species (2 novembre 2020) :
- Subniso hipolitensis (Bartsch, 1917)
- Subniso osorioae Raines, 2003
- Subniso rangi (de Folin, 1867)